# Ocupação síria do Líbano

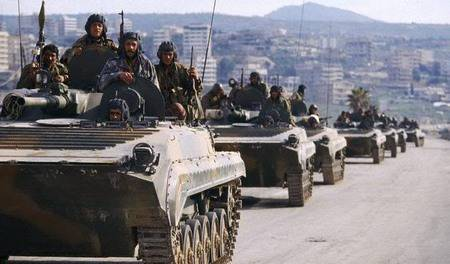
Uma coluna de tanques BMP-1 sírios durante a ocupação do Líbano.

A ocupação do Líbano pela Síria ocorreu em 1976, durante a guerra civil libanesa, e terminou em 2005, após o assassinato do ex- libanesa primeiro-ministro Rafic Hariri.

## História

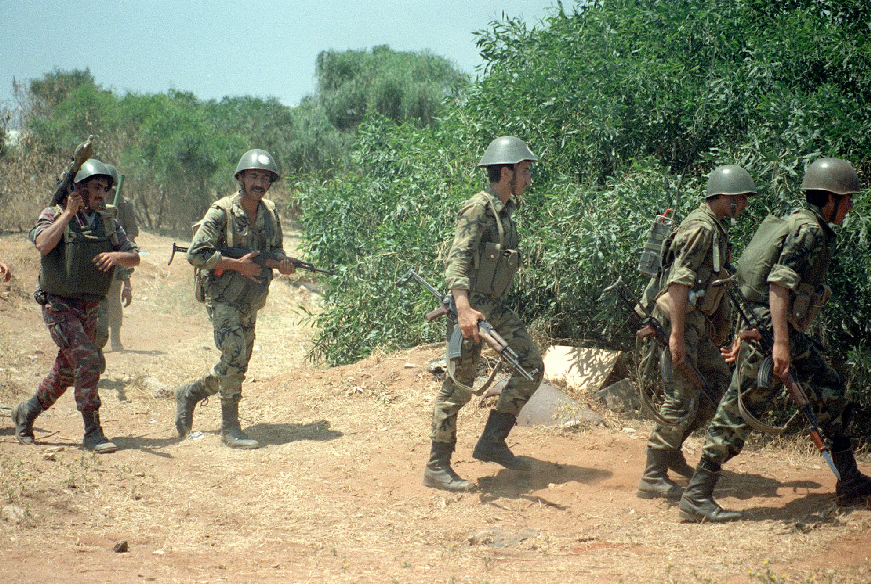
Soldados do exército sírio no vale de Beqaa.

A Guerra Civil Libanesa, que começou em abril de 1975, foi o cenário no qual a presença militar síria no Líbano foi estabelecida. A Síria primeiro tentou mediar entre as diferentes facções religiosas, políticas e nacionais envolvidas. Em janeiro de 1976, a sua proposta para restaurar os limites à presença da guerrilha palestina no Líbano, que estava em vigor antes da eclosão da guerra civil, foram recebidas por maronitas e muçulmanos conservadores, mas rejeitada pelos guerrilheiros palestinos e libaneses drusos - conduzido e aliados da esquerda. Para lidar com a oposição representada por este último agrupamento, que normalmente era aliado da Síria, em junho de 1976, a Síria expediu unidades palestinas sob seu controle no Líbano, e logo enviou suas tropas também. A Síria afirma estas intervenções vieram em resposta aos apelos dos moradores cristãos sob o ataque da esquerda.
Em outubro de 1976, a Síria fez um prejuízo significativo a uma força da esquerda e seus aliados palestinos, mas em uma reunião da Liga Árabe, foi forçada a aceitar um cessar-fogo. Os ministros da Liga decidiram expandir uma pequena força de paz árabe já existente no Líbano. Ela cresceu para ser uma grande força de dissuasão que consiste quase inteiramente das tropas sírias. A intervenção militar síria foi, assim, legitimada e recebeu subsídios da Liga Árabe para a sua atividade.

Analisando-se quando a presença síria foi uma ocupação militar pelo direito internacional, Gerhard von Glahn escreve que 
"O mandato da Força foi renovada várias vezes antes que expirou oficialmente em 27 de julho de 1982, no momento do cerco de Beirute por Israel. O governo libanês recusou o pedido de que o mandato fosse renovado pela Liga Árabe. Em vez disso, em setembro de 1986, o Líbano pediu o fim da presença síria no Líbano. Parece que, a falta de autoridade legal, tanto do Líbano e da Liga Árabe, forças militares da Síria tinham de ser, doravante, consideradas ocupantes ilegais do Líbano".
Na década de 1980, o general Michel Aoun foi nomeado Presidente do Conselho de Ministros pelo presidente Amine Gemayel, um lance polêmico desde Aoun era um cristão maronita, o posto era reservado por uma convenção não escrita por um muçulmano sunita. Ministros muçulmanos se recusaram a servir no governo de Aoun, que não foi reconhecido pela Síria. Duas administrações rivais foram formadas: uma militar sob Aoun no leste de Beirute e uma civil sob Selim el-Hoss baseado em Beirute Ocidental, este último ganhou o apoio dos sírios. A oposição de Aoun à presença síria no Líbano, citando a Resolução do Conselho de Segurança da ONU Nª 520 de 1982. Os militares sírios permaneceram no Líbano, após uma campanha bem sucedida contra a milícia Forças Libanesas, que controlavam porto de Beirute, Aoun, agora com o apoio popular maciço em seu enclave do leste de Beirute, declarou uma "guerra de libertação" contra as forças sírias. Os combates começaram em 14 de Março de 1989. Mortes de civis em ambos os lados por bombardeamentos indiscriminados de artilharia em toda a linha de frente eram inúmeras. Aoun recebeu inicialmente um maior grau de apoio internacional que el-Hoss, mas terminou abruptamente com a acumulação americana para a guerra com o Iraque sobre o Kuwait. Aoun tinha recebido considerável apoio do governo iraquiano, ansioso para enfraquecer o regime do Baath rivais em Damasco,[carece de fontes?] Em Outubro de 1990, as forças sírias tomaram o palácio presidencial em Baabda pela tempestade. Aoun se refugiou na embaixada francesa e foi posteriormente exilado do Líbano para a França. As circunstâncias de seu exílio são controversas, sua apreensão e exílio são atribuídas a diversas forças sírias, as Forças de Defesa de Israel, as milícias xiitas e a milícia Forças Libanesas de Samir Geagea.
Forças sírias permaneceram no Líbano, e exerceram uma influência considerável. Em 1991, assinou-se um Tratado de Irmandade, Cooperação e Coordenação, entre o Líbano e a Síria, legitimaram a presença militar síria no Líbano. Estipulou que o Líbano não seria feito uma ameaça à segurança da Síria e que a Síria foi responsável por proteger o Líbano de ameaças externas. Em Setembro daquele mesmo ano, um Pacto de Defesa e Segurança foi aprovado entre os dois países.
Após a retirada israelense do sul do Líbano e da morte de Hafez al-Assad, em 2000, a presença militar síria enfrentou críticas ferozes e a resistência da população libanesa. A presença militar terminou em 26 de abril de 2005 após a Revolução dos Cedros que ocorreu como uma reação ao assassinato do antigo primeiro-ministro Rafik Hariri, em 14 de fevereiro de 2005.
Em outubro de 2008, a Síria e o Líbano decidiram ter relações diplomáticas com embaixadas, que estabelece, pela primeira vez na história desde que os dois países ganharam a sua independência nacional na década de 1940. Dois meses depois, a Embaixada síria em Beirute foi aberta. Em março de 2009, seguido pelo Líbano que abriu sua embaixada em Damasco.

## Ligações Externas
- The Syrian Occupation of Lebanon
- The Syrian Occupation of Lebanon
- Pining for Freedom: Syrian occupation suffocates Lebanon, and the world shrugs
- Ending Syria's Occupation of Lebanon: The U.S. Role
- Forecast of the Lebanese economy in the post Syrian occupation era
- "SYRIA/LEBANON: The Occupied/Occupied", PBS FRONTLINE/World